# トニー・リチャードソン
トニー・リチャードソン（Tony Richardson, 1928年6月5日 - 1991年11月14日）は、イギリス出身の映画監督・映画プロデューサーである。

## 略歴
コリン・ウィルソン、ジョン・オズボーン、キングズリー・エイミス、ジョン・ウェイン、アラン・シリトーら「怒れる若者たち」の作家たちと同世代で、彼等の作品を多数映画化したリチャードソンは、イギリス映画界の「ニュー・ウェイヴ」の一員と呼ばれた。
オックスフォード大学卒業。テレビで仕事をした後、イングリッシュ・ステージ・カンパニーを設立。ジョン・オズボーンの戯曲、『怒りを込めて振り返れ』（1956）、『寄席芸人』（1957）、『ルター』（1961）などを演出。
ドキュメンタリー映画を撮った後、初の長編監督作品は、オズボーンの代表作『怒りを込めて振り返れ』（1958）で、オズボーンは脚本も担当した。また、カレル・ライス監督によるシリトー作品の映画化『土曜の夜と日曜の朝』（1960）をプロデュース。監督作、『長距離ランナーの孤独』もシリトーの作品が原作である。
シニカルで、ブラック・ユーモアあふれる作品を、多く撮った。
1963年の『トム・ジョーンズの華麗な冒険』でアカデミー監督賞を受賞した。
1962年に女優のヴァネッサ・レッドグレイヴと結婚し、ナターシャとジョエリーの2人の娘をもうけるが、『マドモアゼル 』の撮影でジャンヌ・モローと恋に落ち、1967年にレッドグレイヴと離婚している。
バイセクシュアルだった。1991年、エイズによる合併症のため死去。死を看取ったのはジャンヌ・モローだった。
黒澤明が敬愛している映画作家として知られる。
娘のナターシャ、リン・レッドグレイヴは真田広之と共演している。

## 主な監督作品
- 怒りを込めて振り返れ Look Back in Anger (1958) 原作・脚本：ジョン・オズボーン
- 土曜の夜と日曜の朝 (1960) 製作のみ
- 寄席芸人 The Entertainer (1960) 原作・脚本：ジョン・オズボーン
- 蜜の味 A Taste of Honey (1961)
- サンクチュアリ（1961）
- 長距離ランナーの孤独 The Loneliness of the Long Distance Runner (1962) 原作・脚本：アラン・シリトー
- トム・ジョーンズの華麗な冒険 Tom Jones (1963)　原作：ヘンリー・フィールディング『トム・ジョーンズ』 脚本：ジョン・オズボーン
- ラブド・ワン The Loved One (1965) 原作：イヴリン・ウォー『囁きの霊園』 脚本：テリー・サザーン、クリストファー・イシャーウッド
- マドモアゼル Mademoiselle (1966) 脚本：ジャン・ジュネ、マルグリット・デュラス
- ジブラルタルの追想 The Sailor from Gibraltar (1967)
- 遥かなる戦場 The Charge of the Light Brigade (1968) エロール・フリン主演の「進め龍騎兵」をはじめ、これ以前に3回映画化されていたクリミア戦争の英雄劇を、シニカルに描いた。
- 悪魔のような恋人 Laughter in the Dark (1969)　原作：ウラジミール・ナボコフ
- ハムレット Hamlet (1969)
- 赤と白とゼロ (1969)
- 太陽の果てに青春を (1970)
- 大本命 (1974)
- ジョゼフ・アンドルーズの大逆転　-苦難と冒険の物語 (1977)　原作：ヘンリー・フィールディング　『ジョゼフ・アンドリュース』
- 僕は殺していない (1978) テレビ映画
- ボーダー (1981)
- ホテル・ニューハンプシャー The Hotel New Hampshire (1984)　原作：ジョン・アーヴィング
- ラブ・アフェアー (1990) テレビ映画
- オペラ座の怪人 The Phantom of the Opera (1990) テレビ映画
- ブルースカイ Blue Sky (1994)